# ハウルの動く城
『ハウルの動く城』（ハウルのうごくしろ）は、スタジオジブリ制作の日本のアニメーション映画。脚本・監督は宮崎駿。
日比谷スカラ座（現：TOHOシネマズ日比谷 SCREEN12）を筆頭に東宝系で2004年（平成16年）11月20日に公開された。
興行収入196億円、観客動員数1500万人を記録し、当時の日本歴代興行収入ランキングでは『千と千尋の神隠し』『タイタニック』『ハリー・ポッターと賢者の石』に次ぐ第４位となった。また、日本映画歴代興行収入ランキングでは『千と千尋の神隠し』に次ぐ第2位となった。これにより、日本映画（邦画）の歴代興行収入上位3作品全てがスタジオジブリ作品となった。
イギリスの作家ダイアナ・ウィン・ジョーンズのファンタジー小説『魔法使いハウルと火の悪魔』（原題:Howl's Moving Castle）を原作とし、呪いで老婆にされた少女ソフィーと魔法使いハウルの奇妙な共同生活が、宮崎監督により「戦火の恋」を柱として脚色され描かれている。
物語前半は比較的原作に準じているが、後半は原作には無かった戦争が付け加えられるなど全く違った展開になっている。原作者のジョーンズは「ハウルの性格を変えないように」とだけ注文をつけ、映画の感想を「とても素晴らしかった」「宮崎は私が執筆したときと同じ精神で映画を作った」と語っている。
スタジオジブリの宮崎駿監督の長編映画としては『魔女の宅急便』以来、15年振りとなる他者原作の作品となった。また、ヒロイン役を演じた声優が主題歌の歌唱を兼任したのは『紅の豚』でヒロインの1人であるジーナ役を担当した加藤登紀子以来である。

## あらすじ
帽子屋の少女・ソフィーは店に向かう途中に兵隊にからまれていた所を魔法使いのハウルに助けられる。しかしハウルも、彼を付け狙う"荒地の魔女"に追われているところだった。その後ハウルと別れたソフィーはその夜、魔女の呪いで90歳の老婆に姿を変えられてしまう。帽子屋に居られなくなり、街を出たソフィーは旅の途中で荒地で不思議なカカシの「カブ」を助け、彼が連れてきたハウルの動く城に出会う。
城の暖炉には火の悪魔・カルシファーがいた。彼はハウルとの契約に縛られてこき使われており、自らの魔力で城を動かしていた。彼はソフィーに、ハウルとの契約の謎を解いて、自由にしてほしいと頼んでくる。その後、ソフィーは城の掃除婦になるとハウルに言って、そのまま城に住むことになる。
隣国との戦争が始まると、王に仕える魔法使いのマダム・サリマンがハウルに国への協力を求めてくる。サリマンはハウルの昔の師匠で、悪魔と取引をしたハウルが彼女の元を去ったことを嘆いていた。彼女はハウルが協力するならば悪魔と手を切る方法を教え、協力しないならば魔力を奪うという。悪魔と取引していた荒地の魔女も、サリマンに魔力を奪われてしまう。ハウルとともにサリマンと面会したソフィーはサリマンの前でハウルを弁護したが、サリマンは国に協力しないハウルを襲い、その後も彼を狙い続ける。ハウルはサリマンから隠れるため、それまで住んでいた城からソフィーの帽子屋へ魔法で引っ越しをする。魔力を奪われて普通の老婆に戻ってしまった荒地の魔女も家族に加わることになる。
しかし町は空襲を受け、ハウルはソフィーを守るためと言い、戦いに行ってしまう。ソフィーは、彼が戦うのは町に彼女たちがいるからだと考え、帽子屋を出て荒地の城に戻り、それからハウルを助けに行こうとする。その時、荒地の魔女が、彼女が欲しがっていたハウルの心臓をカルシファーが持っていたことに気づく。彼女はカルシファーに手を触れて火達磨となり、ソフィーは思わず2人に水を掛けてしまう。するとカルシファーの魔力に支えられていた城は途端に崩壊し、ソフィーはその残骸と共に谷底へ落ちる。谷底でソフィーは、ドアの残骸の先が別の世界とつながっていることに気づき、その世界で子供時代のハウルを見つける。ハウルが流星を飲み込み、胸から火に包まれた心臓を取り出すのを見たソフィーは、彼に「きっと行くから未来で待ってて」と叫びながら元の世界に帰る。この時、いつの間にか彼女の姿は老婆から少女に戻っていた。
元の世界では、悪魔のような姿に変わり果てたハウルが、精気を失った顔で待っていた。ハウルが自分をずっと待ってくれていたのだと、ソフィーは気づく。ソフィーが荒地の魔女からハウルの心臓を受け取って彼の胸に戻すと、流星に戻ったカルシファーは自由になって飛び去り、ハウルも精気を取り戻す。カルシファーの魔力に支えられていた城の残骸が崩れ、乗っていたソフィーたちは谷へ落ちそうになるが、一緒にいたカカシのカブが身を投げ出して防ぐ。ソフィーがカブに感謝のキスをすると、カブは人間の姿に変わる。彼の正体は呪いを掛けられていた隣国の王子で、国に戻って戦争を終らせるという。その様子を魔法で見ていたサリマンは、このバカげた戦争を終らせようとつぶやく。自由になったカルシファーも、みんなといたいと言って帰ってきた。新しくなった城でソフィーとハウルはキスをする。そしてハウルの動く城は、皆を乗せて青空を飛んでいくのだった。

## キャッチコピー
- 「ふたりが暮らした。」（糸井重里）
- 「この城が動く。」
- 「生きる楽しさ。」
- 「愛する歓び。」
- 「ヒロインは、90歳の少女。」
- 「恋人は、弱虫の魔法使い。」

## 登場人物
ソフィー・ハッター（Sophie Hatter）
本作の主人公。3姉妹の長女。18歳。亡くなった父親が残したハニー（後述）の経営する“ハッター帽子屋”で、お針子として働いている。
ハウルにより関わった荒地の魔女の呪いで90歳の老婆に変えられてしまったことから、呪いを解くヒントを求めて家出し、ハウルの城に掃除婦として居座るようになる。
当初はそれなりに強気でありながらも、真面目でおしとやかであったが、ハウルの城での暮らしによって、ハウルに対して恋愛感情を抱くようになり、また自分に素直になったことで、後半ではかなり積極的で大胆な性格へと変わっていく。
妹のレティーと違って地味な容姿の自分に劣等感があり、やや卑屈。老婆になってからは年相応に弱体化し、手足はしわくちゃ、歩けば足腰が痛むようにはなったが、唯一歯だけは丈夫なままである。序盤の元の姿や、王宮でサリマンに啖呵を切った一瞬は茶色掛かった黒髪だったが、呪われて以降はエンディングまでハウル曰く「星の光に染まっている」ような銀髪。就寝時にだけ元に戻ったり、感情の起伏によって体の年齢が変わっているが、本人は気付いていない模様。後ろで一纏めに三つ編みした髪をリボンで結んでいるが、元の姿時は腰までと長かった髪は、老婆時には大幅に短くなっている。終盤には三つ編みを魔法の対価として、ソフィーが自らカルシファーに与えてしまったことで髪型が変化した。エンディングでは若い姿に戻り、老婆になった荒地の魔女からハウルの心臓を託され、彼らと共に暮らす選択をした。髪型もセミロングになっているが、色のみ銀髪になっている。
担当声優は日本語版のみ、元も老婆時も共に倍賞千恵子が演じているが、他の英語・フランス語・スペイン語の吹き替え版では、声優は別々に配役されている。
原作では3人姉妹の長女であることで、西洋のおとぎ話の伝統である“成功するのは末娘であり、長女は運試しをしてもうまくいかない”という迷信に囚われ、末妹・マーサに拘っている。しかし、本作ではこの設定は目立って描かれてはいない。また、実は無自覚ながらも言霊の魔法を扱える魔女であるという原作設定は鳴りを潜めているため、なぜソフィーがカルシファーを従え、ハウルを救えたのかについては本作ではあまり明確にされていない。
ハウル（Howl）
「美女の心臓を食べてしまう」と町で噂されている魔法使いの美青年。27歳。
サリマン曰く、後継者としての期待も掛けられるほどに素晴らしい才能を持つ魔法使い。それでいて紳士的な風貌だが、実態は見栄っ張りで弱虫であるなど精神的に未熟。しかし、真っすぐに生きようとする意志は本物であり、ジェンキンスやペンドラゴンなどの様々な偽名を使い分けては嫌なことから逃げ回る暮らしを送っていたが、ソフィーらとの生活を通じて人間的に成長する。カルシファーとは、心臓を与える契約で自身の魔力を高めさせ、城に縛り付けて使役すると同時に、生死を共にしてもいる。しかし、悪魔との契約の力は使い続けると「元に戻れなくなる」ような危険なものであり、サリマンは魔王になる可能性を指摘している。花園の隠れ処を残してくれた、同じく魔法使いの叔父がいたらしいが、既に亡くなっている模様。
ソフィーの掃除による手違いで魔法が解けて金髪から黒髪になってしまい当初は落ち込んでいたが、立ち直ってからは気に入ってそのままにしている。瞳の色は青。戦場へ飛び立つ際は、人面の黒い巨大なツバメのような魔物へ変じる。
原作では異世界（現実世界における英国）に別に家族を持つが、本作には未登場。また、より一層掴み所が無い性格として描かれている。
荒地の魔女
50年前に悪魔と契約したことから、王宮を追放された魔女。黒い毛皮をあしらったドレスに宝石と、身なりこそ裕福な婦人のようだが、輿に体を押し込んでやっと乗れるというほどの肥満体型。粘液状の黒い人型の使い魔なしでは、何をするのも一苦労という様子。
若さ・美しさに執着して高い魔力を誇るハウルの心臓を狙い、王宮を追放したサリマンを恨んでいる。中盤では全ての魔力を奪われて実年齢の老婆の姿に戻され、精神的にも老化してしまう。その成り行きで動く城に住むことになり、ソフィーたちから「おばあちゃん」と呼ばれ介護を受ける。ただ、ハウルの心臓に執着していることには変わりはなかった。サリマンから送られた葉巻がきっかけで鋭い洞察力を発揮したり、サリマンの企みを看破するなどかつての片鱗を見せ、恋に悩むソフィーに助言をしたりエンディングでは彼女の想いを受け止めてハウルの心臓を託すなど優しい面が目立つようになり城の住民からも信頼される。
原作では完全な悪役であり、かなりの美人という設定。
カルシファー（Calcifer）
ハウルと契約を交わした、火の悪魔。それによりハウルの心臓を貰うが、対価としてハウル自身と動く城に魔力を供給しており、常に城のかまどに括られて使役されている。また、その契約からカルシファーの生死はハウルのものと直結している。ハウルとの契約内容が他人に見抜かれるまで、その束縛が解かれることはないため、会って間もないソフィーにもこっそりと謎解きを依頼する。といってもただ自由になりたかっただけではなく、ハウルのことは友人のように思っており、契約の影響でどんどん危険な状態になりつつあったハウルを心配していたからでもある様子。おだてに弱いお調子者。普段は卵の殻などの無機物でも、目玉焼きやベーコンなどの有機物でも食べるが、燃やすものが無くなると消えてしまう。しかし、ファニーが置いていったサリマンの“覗き虫”を荒地の魔女に食べさせられた時には、不調を見せた。また、火なので水には弱い。悪魔なので、人の体の一部を代償に大きな魔力を生み出すことができ、終盤ではソフィーのおさげ髪を食べて一気にパワーアップした。一度は契約を解かれ自由になるが、ソフィーたちが忘れられずエンディングで動く城に戻った。
原作では青い炎という風に描かれている点を除き、本作との違いはほぼない。
マルクル（Markl）
外見は8〜10歳程度の、ハウルの弟子の少年。外出時や魔法関連の客の相手をする時には、マントを羽織りフードを被ることで長い口髭を生やして顔を変え、小柄な老人に変装する。ハウルには「さん」付けで呼び、会話時も敬語。当初は背伸びをして大人ぶった振る舞いをしていたが、やがてソフィーに懐き、年齢相応の子供っぽさを見せるようになる。イモと魚が嫌い。
原作ではマイケルという15歳の少年である。
かかしのカブ（Prince Turnip）
頭部にカブを用いたカカシ。荒野で生け垣に引っ掛かっていた所を救ってくれたソフィーに懐いてついていき、共に動く城の住人となる。言葉は話せないが、自分の意思でホッピングのようにピョンピョンと飛んで動き、何かと助けになる。その正体は、強力な魔法で姿を変えられていた隣国の美しい王子。ソフィーを庇って壊れてしまうが、このことに感謝したソフィーのお礼のキスによって呪いが解ける。しかし、ソフィーへ抱いた淡い想いは、ハウルとの仲を思い、心変わりを待つと言い残して戦争終結に向け、国へと帰って行く。
呪いが解けて人間に戻るのは、動画チェック担当の舘野仁美によるアイデアで、当初は監督から却下されていた。
原作にも登場するが、設定がかなり異なる。
サリマン（Suliman）
ハウルの師匠で、魔法学校の校長であり、宮廷に仕える王室付き魔法使いでもある、豊かな銀髪をシニヨンにした車椅子の老婦人。ハウルからは「マダム・サリマン」と呼ばれている。聡明で温厚な女性ながら、ハウル以上に強大な魔力を持つ魔女。また、国王の背後ですべてを操る黒幕的人物でもあるようだが、戦争に完全に賛成している訳ではなく、ヒンからの映像で戦争終結を決意する。なお、戦争終結の決意をする際の「総理大臣と参謀長を呼びなさい」という台詞から、国王の下に仕えつつも総理大臣に命令を出すことができる人物であることも示唆されている。
原作での王室付き魔法使い―サリマン（ベン・サリヴァン）は全くの別人であり、男性。本作のサリマンの人物像は、原作でいうなら未登場のペンステモン婦人に近い。
ヒン（Heen）
サリマンの使い魔の犬―使い犬。王宮を訪れたソフィーに付き従い（ソフィーは当初ハウルの変身と思っていた）、そのままハウルの様子を探るべく動く城へのソフィーの帰還に便乗するが、ソフィーたちにすっかり懐いてしまい、ラストではサリマンから「浮気者」と言われてしまう。階段も自力では昇れないほどの老犬だが、耳を羽ばたかせて空を飛ぶことができる。よく見ると鳥のような足をしている。サリマンの手元にある水晶玉へ、自身の視界やその周辺の映像を送ることができ、ハウルとソフィーの仲がハッピーエンドになったことも報せた。
名前通りの鳴き声である「ヒン」は、演じた原田大二郎によれば、喘息のように苦しい咳をイメージしたとのこと。
ヒンのモデルは、監督とは旧知の仲であり、犬のことでケンカをしたこともある押井守監督である。
小姓
おかっぱ頭をした金髪の美少年。同じ容姿の小姓が4人以上存在し、いずれもサリマンに仕えている。
国王
鼻の下に髭をたくわえた、ソフィーたちの国の国王。豪放磊落な人物であり、隣国との戦争には積極的な姿勢を示している。軍服を着ているが、軍籍の有無は不明。原作では弟のジャスティン殿下がいるが、本作には未登場。
レティー（Lettie）
街の中心部に位置するカフェ・チェザーリで働く看板娘で、ソフィーの妹。お洒落な美人で、街中の男たちのマドンナ。派手な外見に反して性格はまともかつ、真面目。長女という固定観念から、帽子店を継ぐことに囚われているソフィーを心配している。
原作によれば、勤め先や金髪の容姿は寧ろ三女・マーサであり、原作通りな点はマドンナという立ち位置のみ。本作でのマーサは、「ハウルに心臓を食べられた女の子」の名として噂話に登るのみで、ソフィーを荒野に送り届けた農夫が言われたという「中折れ谷に末の妹がいる」というセリフの真偽など、その存在自体が不明。
ハニー（Fanny）
レティーによく似た、ソフィーの義母。帽子店の経営者だが店はソフィーに任せっきりで、いつも出掛けている。ソフィーの家出後、店を畳んで資産家の男性と再婚する。閉店後の帽子店が住居として使われているのに気付いて来訪し、ソフィーと再会。ソフィーの老婆姿にも驚かずに再会を喜ぶが、実は来訪はサリマンの命であり、罪悪感を覚えつつも“覗き虫”入りの巾着袋を置いていく。
原作では、ソフィーを働き漬けにして自分は遊び歩いているとマーサに悪口を言われていたが、決して愛情のない女性ではない。

## 登場メカ
機械の発達レベルは魔法と混合しているだけあり、かなり偏っている。しかし主立って高度に発達しているのは蒸気機関である。

### 動く城
魔法使いハウルの住居。高さはその時々で変化する。重量は不明。上部に複数の砲塔があるが、発砲の目撃情報はない。鳥に似た4本の足で荒地を歩行して移動する。“城”というよりも、ガラクタの集積のようでもあり、また生き物のようでもある。
普段の居場所はほとんど知られておらず、たまに町の近くまで降りて来るのを目撃される程度。
戸口のドアには回転式のスイッチ（ノブ）があり、スイッチの色（緑・青・赤・黒）を切り替えることで荒地（緑）、港町（青）、キングズベリー（赤）、戦場（黒）の4か所に出口を変更できる。後に、別色（緑・黄色・桃色・黒）に替わり、黄色はソフィーの生まれた街に、桃色はハウルの秘密の庭に通じるようになる。
歩行から照明、調理、入浴にいたるまで、城が消費するエネルギーの全てをカルシファーが供給している。また、構造材を結合し、城としての形を維持・変更することもカルシファーに依存しているため、カルシファーが城外に出ただけでも瞬く間に崩壊する。終盤にはソフィーや荒地の魔女によって崩壊するが、エンディングでは空を飛行する動く城として再生され、再登場している。
動画制作には3次元コンピュータグラフィックスが応用されているが、城の忠実な3次元モデルが作られているわけではなく、セル画に絵具で質感を描き込む「ハーモニー処理」と呼ばれる技法による手描きの城の画像をコンピュータに取り込み、これをコンピュータ上でパーツごとに分け、複数の板形状を組み合わせた3次元モデルに張り込んで動かすという手法が使われている。ハーモニー処理はこれまでのほとんどのジブリ作品同様に高屋法子が担当しており、「一度朽ちてしまったけれど再び立ち上がるという、エネルギーに満ちた城にしたい」との宮崎監督のイメージに応えるべく、特に色彩にはリテイクが重ねられた。
城のイメージは「動く機織り機」であったため、重そうな音を出すのに苦労したという。金属音を重視すると耳障りになるという意見があったことから、木の軋む音で重さを表現した。この音はスタジオに大工を呼び、建材を組み立て、それを擦ったり動かしたり壊したりした色々な音を練り合わせ取り込んだ。最終的な形になるまで3 - 4か月かかったとのことである。
「動く城」はオブジェが北海道旭川市に現存し、展示されている。映像は、このオブジェを参考にして作られた。

### 陸上交通
陸上交通はほとんどが蒸気機関を利用したものが多い。街では、蒸気自動車や、現実にはあまり発達しなかった蒸気トラクター、蒸気トラムが交通機関として使われている。なお、登場した蒸気トラムは、実在したセルポレー式自動客車に酷似する。
鉄道は蒸気機関車が主力と思われるが、映画ではソフィーの住む帽子店裏で貨物列車を牽いているシーンがあるのみで、その他の街では一切見られない。また、装甲列車も登場しているが、動力車は描かれておらず、何を動力にしているのかは不明である。荒地の魔女の用いる輿（こし）も、不審に思われない程度には残存している。

### 海上交通
軍船として鋼鉄製の前弩級戦艦が複数就役しており、艦隊戦も行われているようである。一般の船も小型の漁船などが就航しており、やはり蒸気機関で動いている。

### 航空
航空物としては羽ばたき式の飛行機械が広く普及しており、王国・隣国共に数種類の羽ばたき式の飛行軍艦を運用している。これらは空中での艦隊戦の他に、都市への爆撃などにも使用されている模様。この他、隣国は巨大な固定翼の爆撃艦も運用している。これらの飛行軍艦の推進力は、主に艦体各部の可動する小型の羽で賄われており、プロペラエンジンはあまり普及していない。なお、どれも軍用のようで、乗客輸送などは行っていないようである。
また、二人乗りの小型羽ばたき式飛行機械である「フライングカヤック」も登場しているが、こちらも軍用のようで、一般には使用されていない。ただし、試乗会のような形で一般人が乗るシーンはあるが、操縦者は全て軍人である。
なお、戦闘機に相当する飛行機械は登場しておらず、劇中では魔法使いが変身した怪物がそれを担っている。

## 声の出演
| 役名         | 日本語版 | 英語吹き替え版 |
| ------------ | --- | --- |
| ソフィー     | 倍賞千恵子 | エミリー・モーティマー ジーン・シモンズ（老婆） |
| ハウル       | 木村拓哉(当時 SMAP) | クリスチャン・ベール |
| 荒地の魔女   | 美輪明宏 | ローレン・バコール |
| マルクル     | 神木隆之介 | ジョシュ・ハッチャーソン |
| カルシファー | 我修院達也 | ビリー・クリスタル |
| レティー     | 香月弥生 | ジェナ・マローン |
| ハニー       | 八十川真由野 | マリ・デヴォン |
| かかしのカブ | 大泉洋 | クリスピン・フリーマン |
| 兵士B        | 大泉洋 | 不明 |
| サリマン     | 加藤治子 | ブライス・ダナー |
| ヒン         | 原田大二郎 | 不明 |
| 国王         | 大塚明夫 | マーク・シルバーマン |
| 小姓         | 伊嵜充則 保村真 | 不明 |
| マッジ       | 菅野莉央 | リリアナ・マミー |
| 八百屋       | 森崎博之 | リチャード・ホーヴィッツ |
| ケーキ屋店員 | 森崎博之 | 不明 |
| 兵士A        | 安田顕 | 不明 |
| 橋の上の男   | 佐藤重幸 | 不明 |
| 城の門番     | 音尾琢真 | 不明 |
| 港町の魚屋   | 佐々木誠二 | 不明 |
| その他       | 村治学 つかもと景子 半場友恵 髙橋広司 山田里奈 小泉真希 大林洋平 宮島岳史 水落幸子 松岡依都美 大原康裕 櫻井章喜 髙橋耕次郎 片渕忍 藤崎あかね 大西玲子 栗田桃子 乾政子 目黒未奈 田中明生 明石鉄平 田中宏樹 鍛治直人 関輝雄 西岡野人 尾方佑三子 上川路啓志 清田智彦 金子加於理 中島愛子 桑原淳 小林優太 野村悠子 福士珠代 竹谷敦史 中川義文 松角洋平 柳橋朋典 | カルロス・アラズラキ ローズマリー・アレクサンダー ジュリア・バーネット ミッチ・カーター デヴィッド・コーギル ホリー・ドーフ ムーシー・ドライアー アイク・アイゼンマン ウィル・フリードル ブリジット・ホフマン ダラン・ノリス ほか |

## 製作

### 細田守から監督交代

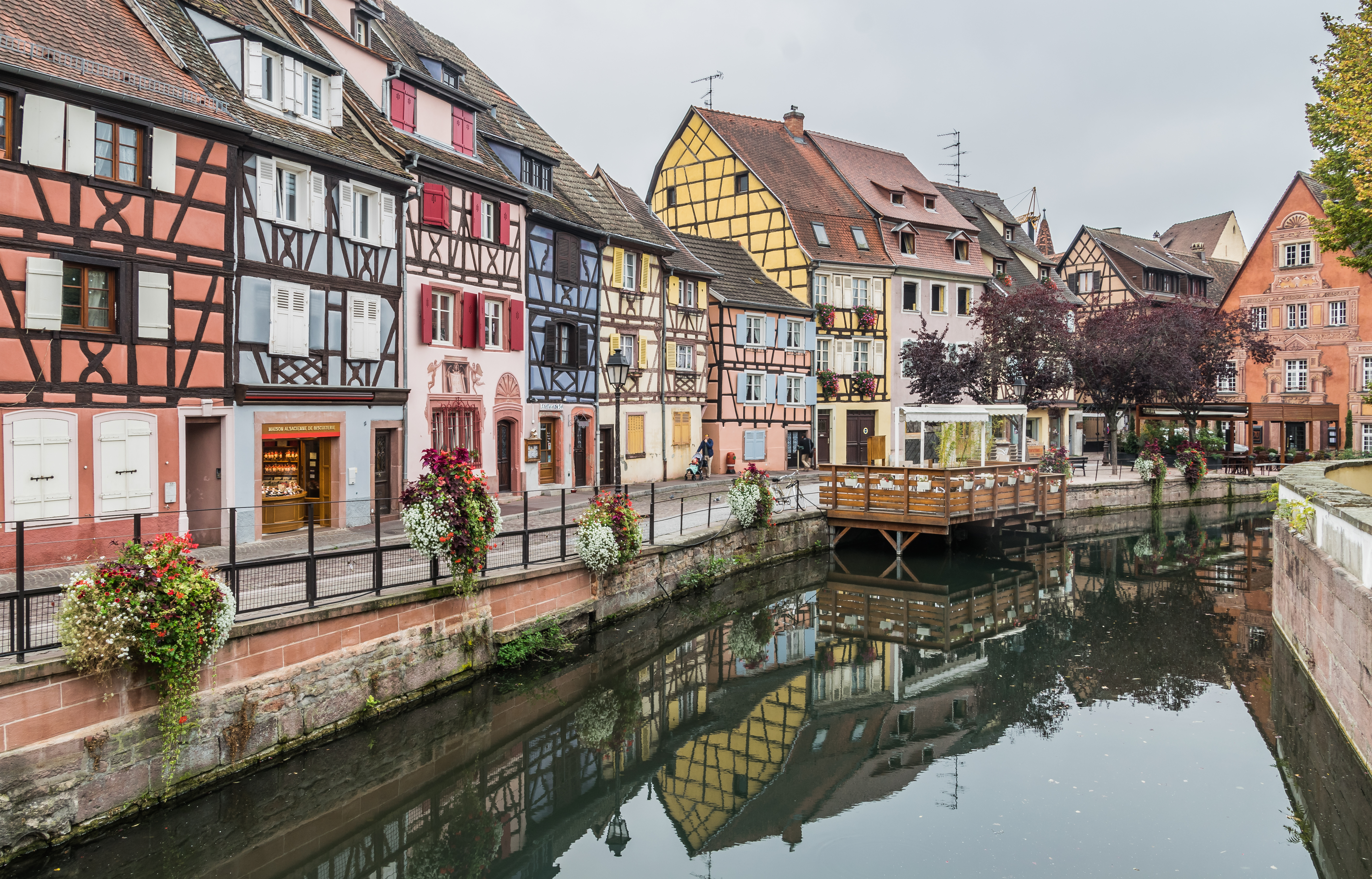
本作のロケハンが行われたフランスのコルマール

宮崎駿には徳間書店の児童書の新刊が毎月送られており、その一冊として送られてきた原作に宮崎が興味を持ったことから企画が始まる。2000年、監督には東映アニメーション所属（当時）の細田守が決まり、脚本・吉田玲子、作画監督・近藤勝也をはじめとする制作チームが結成された。細田を監督に指名したのは、細田作品を観てその才能に惚れ込んだ宮崎駿だと言われている。
2001年4月にはシナリオ決定稿が完成し、同年12月13日に東宝は、本作を2003年春に公開すると発表した。当初は当時「バロン」と仮称されていた『猫の恩返し』との同時上映が考えられていた。
しかし2002年春頃、企画は頓挫し、『猫の恩返し』を担当していた高橋望と入れ違いに交代するも上手くいかず、結果、細田以下スタッフは解散した。ジブリ側は、制作中止に至った経緯について言葉を濁しているが、細田側からはジブリとの間に制作に関するトラブル（詳細は細田守の項目を参照）があったことが断片的に語られている。
細田本人は、この交代劇にショックを受け呆然とし落ち込んでいたが後々「当時の僕は若かったからではないか」と振り返っている。ジブリには「ハウルの動く城、細田バージョン」が存在するのではと噂されていたが、ABCラジオ「アシッド映画館」の取材においてインタビュアーから「細田守版、ハウルの動く城が観てみたい」との質問を受けた細田は大笑し「まぁまぁ」と質問を制して話題を切り上げた。

### 宮崎監督初の公開延期
2002年10月1日、監督を宮崎駿に代えて製作は再スタートする。2002年12月13日、東宝は「04年夏に宮崎の新作『ハウルの動く城』公開」と発表した。2003年2月1日に作画イン、完成予定は2004年春とされた。
しかし2004年1月7日、東宝は宮崎の絵コンテの未完成や上映時間の増加などを理由として公開延期を発表した。制作遅延による公開延期は、宮崎にとってはこれが初であった。2004年6月末までに社内作業は完了し、同年7月30日、東宝は公開を11月20日に決定したと発表した。当初のタイトルは、宮崎考案の「ハウルの蠢(うご)く城」だったが、鈴木敏夫に強引に却下されている。上映スクリーンでは『イノセンス』のことを踏まえて鈴木敏夫は生嶋洋治（ワーナー・マイカル・シネマズ専務取締役）と話し合ってうまく確保した。
2004年2月、宣伝活動で「シールを集めてマグカッププレゼント」キャンペーンがローソンで実施された。『イノセンス・ハウルの動く城マグカッププレゼント』の景品にはそれぞれの映画に登場する犬がプリントされていたが、『ハウルの動く城』のマグカップのヒンは、イメージボード集で確認できる初期の姿の容姿のままだった。もう片方の『イノセンス』にも、ジブリは製作協力の形で参加している。
なお、演劇ユニット・TEAM NACSのメンバー全員（森崎博之・安田顕・戸次重幸・大泉洋・音尾琢真）が出演している。起用理由は、ジブリの社内に大ファンのスタッフがいたため。

## 興行成績・評価
公開2日目で観客動員数110万人、興行収入14億8000万円と、当時、日本映画としては歴代最高のオープニングを飾り、2005年5月1日には観客動員数1500万人、興行収入196億円を超えた。2004年と2005年の興行成績第1位を記録し、『千と千尋の神隠し』に次ぐジブリ史上第2位の記録を樹立した。日本国内におけるDVDとVHSを合わせたビデオグラム出荷本数は、2007年5月時点で270万本。
その年の第61回ヴェネツィア国際映画祭で金オゼッラ賞が授与され、翌年にはニューヨーク映画批評家協会最優秀アニメーション賞を受賞。さらにアニメーションのアカデミー賞と言われるアニー賞の長編映画部門作品賞にノミネートされたことに続き、『千と千尋の神隠し』以来となる第78回アカデミー賞にもノミネートされるなど、海外においても高く評価された。2008年、英エンパイア誌が発表した「史上最高の映画500本」に選出された。また、2011年、英誌Total Filmが発表した「史上最高のアニメーション映画50本」で46位にランクインした。2019年、米ローリング・ストーン誌が発表した「史上最高のアニメーション映画40本」で33位にランクインした。
2006年7月21日の初TV放映時には32.9%（ビデオリサーチ、関東地区調べ）という高い視聴率を獲得した。これは、『金曜ロードショー』歴代視聴率第3位の記録である。
押井守は本作を「男のダークサイドを宮崎駿が初めて描いた。ストーリーは無茶苦茶だが表現は円熟している」と評しジブリ作品で一番好きと述べている。
原作や宮崎自身の作劇にマルセル・カルネ監督のフランス映画『悪魔が夜来る』の影響が深く、久石が手掛けた音楽にはニーノ・ロータが手掛けた、フランシス・F・コッポラ監督作品『ゴッドファーザー』の音楽の影響がみられると家政学者の佐々木隆が指摘している。

## スタッフ
| 原作                                | ダイアナ・ウィン・ジョーンズ『魔法使いハウルと火の悪魔』 |
| 音楽・指揮・ピアノ                  | 久石譲 |
| 作画監督                            | 山下明彦、稲村武志、高坂希太郎 |
| 原画                                | 田中敦子、賀川愛、山田憲一、芳尾英明、山森英司、小野田和由、鈴木麻紀子、松尾真理子、田村篤、米林宏昌、奥村正志、横田匡史、松瀬勝、二木真希子、篠原征子、近藤勝也、杉野左秩子、山川浩臣、粟田務、武内宣之、君島繁、桝田浩史、大杉宜弘、橋本敬史、増田敏彦、八崎健二、田中雄一、浜洲英喜、大平晋也、小西賢一、重田敦、山田勝哉、大塚伸治 |
| 動画チェック                        | 舘野仁美、中込利恵 |
| 動画チェック補                      | 藤井香織、鈴木まり子、斎藤昌哉 |
| 動画                                | 手島晶子、中村勝利、大村まゆみ、北島由美子、坂野方子、アレキサンドラ・ワエラウフ、大橋実、笹川周子、海内努、佐藤雅子、今野史枝、山田伸一郎、高橋もよ、廣田俊輔、笹木裕美、野口美津、末広祐美子、北澤康幸、東誠子、西戸スミエ、槇田喜代子、土岐弥生、富沢恵子、矢地久子、宮田知子、太田久美子、藤森まや、椎名律子、大谷久美子、岩柳恵美子、鳥羽明子、安達晶彦、松下敦子、林良恵、梅林由加里、山本理恵、山浦由加里、菅原隆人、下平啓介、中里舞、谷平久美子、金子由紀江、中西雅美、鈴木綾乃、小山正清、田名部節也、岩田純枝、中島弘晶、中野洋平、上谷公要、中村秀雄、岩上由武、古屋大輔、渋谷勤、近藤梨恵、西河広美、寺田久美子、伊藤かおり、廣田和佳、佐々木祐子、辻仁子、石井邦俊、大原真琴、三輪修、松田哲明、清水昌之、斉藤佐保、藤田裕子、山田幸宣、柿沼由記子、牧野大介、平松岳史、狩野正志、細萱明良、臼井里江、北村まゆ美、徳永香織、森亜弥子 |
| 作画協力                            | アニメトロトロ、中村プロダクション、スタジオたくらんけ、スタジオコクピット、オープロダクション、動画工房、作楽クリエイト、LIBERTY SHIP、マッドハウス、Production I.G |
| 美術監督                            | 武重洋二、吉田昇 |
| 背景                                | 田中直哉、春日井直美、伊奈涼子、平原さやか、福留嘉一、長田昌子、糸川敬子、矢野きくよ、増山修、大森崇、高松洋平、西川洋一、渡邊洋一、谷口淳一、芳野満雄、永井一男、甲斐政俊、伊奈淳子、久保田正宏、男鹿和雄 |
| 背景レイアウト協力                  | 高畠聡 |
| ハーモニー処理                      | 高屋法子 |
| 色彩設計                            | 保田道世 |
| 色指定補佐                          | 高柳加奈子、沼畑富美子、山田和子 |
| デジタルペイント                    | 森奈緒美、石井裕章、田村雪絵、大山章博、岡田理恵、斉藤清子、高橋広美、熊倉茜、藤岡陽子 トレース・スタジオM 大槻ひろ子、金内順子 T2 Studio 高橋加奈子、横山由妃、大蔵芙美乃、川又史恵、桐生春奈、清水亜紀子、斉藤美智子、南城久美、飯島弘志、内田竜司 |
| デジタル作画監督                    | 片塰満則 |
| デジタル作画                        | 佐藤美樹、軽部優、山田裕城、野元力、桝内健、松村智香、三好紀彦、上原一朗、石井立子、泉津井陽一 T2 Studio 鳥山将司、高橋賢太郎 GONZO 鈴木雅也 |
| CGエンジニア                        | 井上雅史 |
| 映像演出                            | 奥井敦 |
| デジタル撮影                        | 藪田順二、高橋わたる、田村淳 |
| 録音演出                            | 林和弘 |
| 整音                                | 井上秀司 |
| 効果                                | 野口透（アニメサウンド） |
| フォーリー                          | 帆刈幸雄、北田雅也、岡瀬晶彦、伊藤瑞樹 |
| 効果協力                            | 成田一明、ベルトラン・ルノディノー、木村ひとみ |
| 収録スタジオ                        | 東宝サウンドスタジオ 竹島直登 アバコクリエイティブスタジオ 金子裕一、篠原麻梨 |
| 録音                                | 東京テレビセンター 門倉徹、岩名路彦、今泉武、宮沢二郎 |
| 光学録音                            | 上田太士 |
| デジタル光学録音                    | 西尾昇 |
| ドルビーフィルム・コンサルタント    | 河東努、森幹生 |
| dtsマスタリング                     | 近田まり子、相川敦 |
| キャスティング・プロデュース        | PUGPOINT・JAPAN 畠中基博、安直美、佐藤あゆみ |
| 音響制作                            | フォニシア 好永伸恵 |
| 演奏                                | 新日本フィルハーモニー交響楽団 |
| トランペット                        | ミロスラフ・ケイマル（チェコ・フィルハーモニー管弦楽団） |
| レコーディング ミキシングエンジニア | 浜田純伸 |
| レコーディングエンジニア            | 秋田裕之 |
| 音楽収録                            | ワンダーステーション すみだトリフォニーホール |
| 音楽制作マネージメント              | ワンダーシティ 岡本郁子、橋本幸彦 |
| ポストプロダクション                | 稲城和実、古城環、津司紀子 |
| ポストプロダクションデスク          | 川端俊之、長澤美奈子 |
| タイトル                            | 真野薫、マリンポスト |
| 編集                                | 瀬山武司 |
| 編集助手                            | 内田恵、松原理恵、木村佳史子 |
| 制作担当                            | 渡邊宏行 |
| 制作デスク                          | 神村篤、望月雄一郎 |
| 制作進行                            | 居村健治、齋藤純也、伊藤郷平 |
| 演出助手                            | 清川良介、鳥羽洋典 |
| 制作業務担当                        | 野中晋輔 |
| 制作業務                            | 荒井章吉、白木伸子、西村義明 |
| プロデューサー補                    | 石井朋彦 |
| 広報                                | 西岡純一、鵜飼由美子、机ちひろ、田村智恵子、伊藤望 |
| 音楽著作権                          | 長井孝 |
| キャラクター商品開発                | 今井知己、浅野宏一、安田美香、熱田尚美 |
| 出版                                | 田居因、筒井亮子、渋谷美音、禰津亮太、生江裕子、北沢聡子 |
| イベント担当                        | 橋田真、田中千義、槙原彰治 |
| 制作マネージメント                  | 高橋望 |
| 管理担当                            | 島宮美幸 |
| 管理                                | 一村晃夫、伊藤久代、山本珠実、藤津英子、沼沢スエ子、藤田昌子、告きよ子 |
| システム・マネージメント            | 北川内紀幸、佐々木さとみ |
| 協力                                | オートバーグ、奥日立きららの里、羅須地人鉄道協会、成田ゆめ牧場、アビッドテクノロジー、Softimage 山﨑文雄、広瀬春奈、盛谷尚也、黒河内豊、福田啓二、保志忠郊、新武岳司、工藤浩明、田中博臣、吉原純、廣瀬進、森田正樹、笠原大輔、松村綾子、大山稔 |
| 特別協力                            | 読売新聞社、ローソン |
| 宣伝プロデューサー                  | 伊勢伸平 東宝 上田美和子、川本めぐみ、西田信貴 メイジャー 脇坂守一、岡村尚人、土屋勝、福田のぞみ、菅野泰史、中西藍、香川栄美、平野美紗、高藤彩加、小柳道代 原美恵子、渡辺美佳、細川裕以、折原裕之 |
| 特別顧問                            | 徳山雅也、矢部勝 |
| 予告編制作                          | ガル・エンタープライズ 板垣恵一 |
| 海外プロモート担当                  | スティーブン・アルパート 武田美樹子、井筒理枝子、網崎直 |
| 「ハウルの動く城」製作委員会        | 徳間書店 松下武義、牧田謙吾、岩渕徹、三ツ木早苗、中澤哲夫、萩生田誠 日本テレビ放送網 氏家齊一郎、細川知正、平井文宏、大澤雅彦、福田和美、門屋大輔、中村知純、中村博行、柳沢典子、平方真由美 電通 俣木盾夫、髙嶋達佳、森隆一、杉山恒太郎、島本雄二、千野毅彦、種村達也、横山真二郎 ブエナ ビスタ ホーム エンターテイメント 星野康二、塚越隆行、平野舞子、岸本光司、村中優子、永見弥映子 ディーライツ 山本哲也、鈴木大三、板橋徹、西村浩哉、新井紀乃 東宝 高井英幸、島谷能成、瀬田一彦、市川南 |
| 製作担当                            | 奥田誠治、福山亮一 |
| 現像                                | IMAGICA フィルム・レコーディング：豊谷慎吾、柴田祐男、本間政弘 カラー・マネージメント・システム：遠藤浩平、山井哲也、松本渉 タイミング：平林弘明 デジタル・シネマ・マスタリング：灰原光晴 ラボ・コーディネート：志村由布子 ラボ・マネージメント：川又武久 |
| プロデューサー                      | 鈴木敏夫 |
| 脚本・監督                          | 宮崎駿 |
| 制作                                | スタジオジブリ |
| 配給                                | 東宝 |

### 主題歌
「世界の約束」
歌 - 倍賞千恵子 / 作詞 - 谷川俊太郎 / 作曲 - 木村弓 / 編曲 - 久石譲

## 賞歴
- 第61回ヴェネツィア国際映画祭・金オゼッラ賞[24]
- 第37回シッチェス・カタロニア国際映画祭・観客賞
- 平成16年度文化庁メディア芸術祭アニメーション部門・優秀賞[31]
- 第59回毎日映画コンクール・日本映画ファン賞
- 第23回ゴールデングロス賞[32]
  - 日本映画部門 最優秀金賞
  - マネーメイキング監督賞
- 東京アニメアワード2005[33]
  - アニメーションオブザイヤー
  - 監督賞
  - 声優賞
  - 音楽賞
- 第9回ハリウッド映画祭・ベストアニメーション賞
- 第71回ニューヨーク映画批評家協会賞・アニメ映画賞
- 第31回ロサンゼルス映画批評家協会賞・音楽賞
- 第10回サンディエゴ映画批評家協会賞・アニメ映画賞
- 2005年度マウイ映画祭・最優秀映画賞
- ネビュラ賞・2007年最優秀脚本賞

## 売上記録
（日本国内）
| 内容                 | 記録                                | 補足          |
| -------------------- | ----------------------------------- | ------------- |
| 興行収入             | 約196億円                           |               |
| 動員                 | 約1500万人                          |               |
| 『イメージ交響組曲』 | 4万枚出荷（2004年発売のCD）         |               |
| 『サウンドトラック』 | 1.1万枚出荷（2004年発売のCD）       |               |
| 主題歌『世界の約束』 | 3万枚出荷（2004年発売のシングルCD） |               |
| VHS・DVD             | 270万本出荷                         | 2007年5月時点 |

## ビデオ・DVD・テレビ
2005年11月16日に発売。発売元はブエナ ビスタ ホーム エンターテインメント。
DVDは「通常版」（2枚組）・「特別収録版」（4枚組）・「ハウルの動く城&ジブリがいっぱいSPECIALショートショート ツインBOX」（DVD3枚・CD1枚）が同時発売。VHSは1種類。
なお、ビデオ・DVDのテレビコマーシャルは木村拓哉・美輪明宏・養老孟司の対談形式で11パターンが放送された。発売当日には日本テレビ系列でその11種類に加えて60秒バージョンのCMが一挙放送された。
2006年以降、『金曜ロードショー』（同局系列）にて、不定期でテレビ放送が実施されている。

### テレビ放送の視聴率
| 回数 | 放送日時       | 視聴率 | 備考                                                                                 |
| ---- | -------------- | ------ | ------------------------------------------------------------------------------------ |
| 1    | 2006年07月21日 | 32.9%  |                                                                                      |
| 2    | 2008年10月03日 | 18.7%  |                                                                                      |
| 3    | 2010年07月16日 | 19.0%  |                                                                                      |
| 4    | 2013年01月04日 | 11.8%  |                                                                                      |
| 5    | 2015年10月02日 | 15.5%  | [ 36 ]                                                                               |
| 6    | 2018年08月10日 | 14.5%  |                                                                                      |
| 7    | 2021年04月02日 | 14.0%  | この回から放送番組枠の名称が『金曜ロードSHOW!』から 『金曜ロードショー』に戻された。 |
| 8    | 2023年01月06日 | 10.7%  | [ 39 ]                                                                               |
| 9    | 2025年01月10日 | 11.0%  | [ 40 ]                                                                               |

## 関連商品

### 作品本編に関するもの
映像ソフト
- ハウルの動く城 VHS - ブエナ ビスタ ホーム エンターテイメント（2005年11月16日）
- ハウルの動く城 DVD - ブエナ ビスタ ホーム エンターテイメント（2005年11月16日）
  - ハウルの動く城 1/24second付き DVD - ブエナ ビスタ ホーム エンターテイメント（2005年11月16日）
  - ハウルの動く城 特別収録版 DVD - ブエナ ビスタ ホーム エンターテイメント（2005年11月16日）
  - ハウルの動く城 特別収録版 1/24second付き DVD - ブエナ ビスタ ホーム エンターテイメント（2005年11月16日）
  - ハウルの動く城 + ジブリがいっぱいSPECIALショートショート ツインBOX（初回限定生産） - ブエナ ビスタ ホーム エンターテイメント（2005年11月16日）
  - DVD（宮崎駿監督作品集） - ウォルト・ディズニー・スタジオ・ジャパン （2014年7月2日発売）

- ハウルの動く城 Blu-ray Disc - ウォルト・ディズニー・スタジオ・ジャパン（2011年11月16日）
  - Blu-ray Disc（宮崎駿監督作品集） - ウォルト・ディズニー・スタジオ・ジャパン （2014年7月2日発売）

原作
- 魔法使いハウルと火の悪魔 ハウルの動く城1 （西村醇子訳、各・徳間書店、1997年5月28日）ISBN 4-19-860709-5。徳間文庫、2013年3月
- アダブラと空飛ぶ絨毯 ハウルの動く城2 （西村醇子訳、1997年8月28日）ISBN 4-19-860751-6。徳間文庫、2013年4月
- チャーメインと魔法の家 ハウルの動く城3 （市田泉訳、2013年5月）ISBN 4-19-863614-1。徳間文庫、2016年4月

映画関連
- ハウルの動く城（スタジオジブリ絵コンテ全集14）（徳間書店スタジオジブリ事業本部、2004年11月30日）ISBN 4-19-861954-9
- ［魔法使いハウル］不思議な扉の開き方（藤城真澄 / 青春出版社、2004年12月1日）
- ユリイカ 特集：宮崎駿とスタジオジブリ（2004年12月号、青土社）
- ハウルの動く城―フィルムコミック（1）（各・徳間書店、2004年12月15日）ISBN 4-19-770128-4
- ハウルの動く城―フィルムコミック（2）（2005年1月15日）ISBN 4-19-770129-2
- ハウルの動く城―フィルムコミック（3）（2005年1月31日）ISBN 4-19-770130-6
- ハウルの動く城―フィルムコミック（4）（2005年2月10日）ISBN 4-19-770131-4
- ハウルの動く城（THIS IS ANIMATION）（小学館、2004年12月8日）ISBN 4-09-101591-3
- ハウルの動く城 ペーパークラフトBOOK （講談社、2004年12月15日）
- ハウルの動く城 徹底ガイド ハウルとソフィー ふたりの約束（角川書店、2004年12月20日）
- ハウルの動く城（徳間書店 アニメ絵本、2004年12月31日）ISBN 4-19-861965-4
- THE ART OF HOWL'S MOVING CASTLE ハウルの動く城（徳間書店スタジオジブリ事業本部、2005年1月1日）ISBN 4-19-810010-1
- ハウルの動く城（徳間書店ロマンアルバム、2005年1月20日）ISBN 4-19-720237-7
- ハウルの動く城（ジブリの教科書13）（文藝春秋〈文春ジブリ文庫〉、2016年8月）ISBN 4-16-812012-0
- ハウルの動く城（シネマ・コミック13）（文藝春秋〈文春ジブリ文庫〉、2019年1月）ISBN 4-16-812112-7

音楽
- イメージ交響組曲 ハウルの動く城（徳間ジャパンコミュニケーションズ、2004年1月21日）TKCA-72620
- ハウルの動く城 サウンドトラック（徳間ジャパンコミュニケーションズ、2004年11月19日）TKCA-72775